# Esther Bigeou
 Esther Bigeou (* um 1895 in New Orleans; † 15. November 1936 ebenda) war eine US-amerikanische Vaudeville- und Blues-Sängerin.

## Leben und Wirken
Esther Bigeou war eine Cousine des Jazz-Schlagzeugers Paul Barbarin, mit dem sie von Jugendalter an und in den 1920er Jahren in New Orleans auftrat. Bekannt wurde sie als Sängerin in der Musikrevue Broadway Rastus, die in Philadelphia und 1917 in New York aufgeführt wurde. Nach dem Erfolg von Mamie Smith mit ihrer Schallplatte Crazy Blues erhielt Bigeou 1921 Gelegenheit, einige Blues-Titel, wie den St. Louis Blues oder Memphis Blues, für OKeh Records einzuspielen. Im März 1923 entstanden weitere Aufnahmen mit den Rickett’s Stars als Begleitband (Aggravatin’ Papa (Don’t You Try to Two-time Me), OK 8053); im Dezember 1923 wurde sie von Armand J. Pirons New Orleans Orchestra (West Indies Blues) und von dem Pianisten Clarence Williams begleitet. Sie betätigte sich auch als Liedtexterin, sie schrieb u. a. Panama Limited Blues zur Musik von Maceo Pinkard. In den 1920er Jahren ging sie auf Tourneen, verließ dann aber das Musikgeschäft und kehrte um 1930 in ihre Heimatstadt zurück.
Bigeou gilt in ihrem Gesangsstil mehr als Vaudeville- denn als reine Blues- und Jazzsängerin. Sie war zeitweilig mit dem Vaudeville-Komödianten und Theaterproduzenten Irvin(g) Miller (1884–1967) verheiratet.

## Diskografische Hinweise
- Complete Recorded Works 1921–1923 (Document)